# 羅斯康芒縣
羅斯康芒縣（英語：Roscommon County）是位於美国密西根下半島中北部的一個縣，面積为1,502平方公里。根據2020年美國人口普查，共有人口23,459人。該縣成立於1840年4月1日，縣名來自爱尔兰的同名郡。縣治羅斯康芒。